# Riera Blanca
La riera Blanca era un antic curs d'aigua del pla de Barcelona que drenava els vessants sud-est de Sant Pere Màrtir. Recollia les aigües del torrent d'Escuder i del torrent de Sants. Actualment aquest curs d'aigua està canalitzat i circula sota alguns carrers de la ciutat. El seu curs baix discorre sota el carrer honònim, termenal dels municipis de l'Hospitalet de Llobregat i de Barcelona (Sants-Badal). Desembocava a l'oest de Montjuïc, a l'actual Zona Franca.